# Стівен Роберт Ірвін
Стівен Роберт Ірвін (англ. Steve Irwin, 22 лютого 1962 — 4 вересня 2006) — відомий австралійський натураліст та тележурналіст, автор багатьох фільмів про живу природу, найвідоміші з яких «Crok Files» та «The Crocodile Hunter Diaries». Світову популярність Ірвіну приніс серіал «Мисливець на крокодилів» (The Crocodile Hunter), де він показував різноманітні трюки з кровожерними рептиліями, іноді на межі життя та смерті.
В одній із передач Стів однією рукою годував крокодила, а в другій — тримав свого місячного сина, усього за метр від роззявленої пащі рептилії.
2004 року йому довелось припинити кілька своїх успішних проєктів після того, як суспільство розкритикувало його ставлення до деяких тварин: зйомки фільмів стали заважати нормальному функціонуванню популяції китів та пінгвінів в Антарктиді.
Трагічно загинув 4 вересня 2006 року під час зйомок фільму про підводний світ Австралії у Національному парку «Великий бар'єрний риф» неподалік міста Порт-Дуглас. За словами очевидців, Стіва під час занурення вдарив у груди величезний скат-шипохвіст проколовши серце і легені. Гелікоптер з бригадою медиків прибув на найближчий острів, куди після 30-хвилинного рейсу було доставлено тіло Ірвіна, але лише для того, щоб засвідчити смерть чоловіка. Інцидент зі скатом був зафіксований на плівку, але усі копії було знищено за запитом родини загиблого.